# أنطوني لامب
أنطوني لامب هو عالم نبات بريطاني، ولد في 1942 في سريلانكا.